# Go West (band)
Go West is een Brits popduo, gevormd in 1982 door Peter Cox (Kingston upon Thames, 17 november 1955) en Richard Drummie (Londen, 20 maart 1957).
In Nederland scoorden ze in het voorjaar van 1985 hun grootste hit in de destijds drie landelijke hitlijsten op de nationale publieke popzender Hilversum 3 (de Nederlandse Top 40, Nationale Hitparade en de TROS Top 50) met We Close Our Eyes . De bijbehorende videoclip is geregisseerd door Godley & Creme. Nummers als Don't Look Down en King Of Wishful Thinking zorgden in de Verenigde Staten en Canada voor het grote succes.
In 1990 deed Go West de groepsnaam eer aan door naar Los Angeles te verhuizen. Richard Drummie keerde in 1994 terug naar Engeland en werd songschrijver/producer. Peter Cox bleef nog ruim tien jaar in Los Angeles wonen omdat deze stad hem de gewenste sound kon bieden voor zijn solocarrière.
In 1997 bracht Peter Cox zijn eerste solo-album uit. In 2003 deed hij mee aan Reborn in the USA (ook wel Second Chance Idols genoemd); hij werd tweede bij deze afvalrace voor toppers uit de jaren '80 en ging vervolgens op tournee met winnaar Tony Hadley (Spandau Ballet). Ook werd Cox met Drummie herenigd.
In 2007 verscheen Go West in een speciale uitzending van Jim'll Fix It om een kinderwens uit 1986 (meezingen met het duo) opnieuw in vervulling te laten gaan.
Sinds 2009 zingt Peter Cox ook bij Manfred Mann's Earth Band.
Tussen 2010 en 2013 verschenen de drie ep's die samen het album 3D vormen.

## Discografie

### Albums
- 1985: Go West - Chrysalis Records
- 1985: Bangs and Crashes - Chrysalis Records
- 1987: Dancing on the Couch - Chrysalis Records
- 1992: Indian Summer - Chrysalis Records
- 2008: Futurenow - Blueprint Records
- 2010-2013: 3D - Townsend Records

### Singles
1985
- We Close Our Eyes
- Call Me
- Goodbye Girl
- Eye to Eye
- Don't Look Down

1986
- True Colours

1987
- I Want to Hear It from You
- Don't Look Down - The Sequel
- From Baltimore To Paris
- The King Is Dead

1990
- King of Wishful Thinking

1992
- Faithful

1993
- What You Won't Do for Love
- Still in Love
- Tracks of My Tears
- We Close Our Eyes (remix)